# 1463
1463 (MCDLXIII) fue un año común comenzado en sábado del calendario juliano.

## Acontecimientos
- 5 de enero - El poeta François Villon es desterrado de París.

## Arte y literatura
- La balada de los ahorcados, de François Villon.

## Nacimientos
- 24 de febrero-Gian Pico della Mirandola, filósofo italiano.
- 17 de junio - Federico III Elector de Sajonia.
- 12 de noviembre - Diego de Alcalá, religioso español.

## Fallecimientos
- 23 de septiembre: Juan de Cosme de Médici, banquero, humanista, artista y mecenas italiano (n. 1421).
- 2 de diciembre: Alberto VI de Austria, aristócrata austríaco.